# Astuvere
Astuvere – wieś w Estonii, w prowincji Valga, w gminie Elva. W 2021 roku miała 21 mieszkańców.